# Bengelshagen
Bengelshagen ist eine Ortschaft in der Gemeinde Wipperfürth im Oberbergischen Kreis im Regierungsbezirk Köln in Nordrhein-Westfalen (Deutschland). Der Ort gehört zum Ortsteil Dohrgaul.

## Lage und Beschreibung
Der Ort liegt im Südosten der Stadt Wipperfürth an der Stadtgrenze zu Lindlar und Marienheide im Tal des Holler Siepens. Nachbarorte sind Leiberg, Berrenberg, Niederholl und Benninghausen.
Der Ort gehört zum Gemeindewahlbezirk 142 und damit zum Ortsteil Dohrgaul.

## Geschichte
Die Karte Topographia Ducatus Montani aus dem Jahre 1715 zeigt vier Höfe und bezeichnet diese mit „Hagen“. Die Topographische Aufnahme der Rheinlande von 1825 zeigt ebenfalls unter dem Namen „Hagen“ auf umgrenztem Hofraum fünf getrennt voneinander liegende Grundrisse. Ab der Preußischen Uraufnahme von 1840 lautet die Ortsbezeichnung in den topografischen Karten Bengelshagen.

## Busverbindungen
Über die im Nachbarort gelegene Haltestelle Leiberg der Linie 333 (VRS/OVAG) ist Bengelshagen an den öffentlichen Personennahverkehr angebunden.